# Фирсово (Режевской городской округ)
Фирсово — село в Режевском городском округе Свердловской области, Россия.

## Географическое положение
Село Фирсово муниципального образования «Режевского городского округа» расположено в 23 километрах (по автотрассе в 27 километрах) к северо-западу от города Реж, на правом берегу реки Мостовка (левого притока реки Бобровка, бассейна реки Реж). В селе имеется два пруда. 

## История села
Со второй половины XVIII века прихожане деревни Фирсова входили в приход села Липовское. 
В начале XX века в деревне имелась деревянная часовня, освящённая в честь Вознесения Господня.

## Население
| 2002 | 2010 | 2021 |
| ---- | ---- | ---- |
| 193  | ↘182 | ↘120 |